# Гавшино (Можайский район)
Гавшино — деревня в сельском поселении Клементьевское Можайского района Московской области. До реформы 2006 года относилась к Павлищевскому сельскому округу. Численность постоянного населения по Всероссийской переписи 2010 года — 26 человек.
Деревня расположена на северо-востоке района, примерно в 6 км к северу от Можайска, у истока безымянного ручья — правого притока Москва-реки, высота над уровнем моря 190 м. Ближайшие населённые пункты — Павлищево на западе, Долгинино на востоке и Неровново на юго-западе.